# Літературна премія імені Остапа Вишні

Письменник Остап Вишня (справа) в Ухтинсько-Печорському виправно-трудовому таборі, де він з 1933 по 1943 рік перебував за контрреволюційну діяльність й тероризм (замах на Павла Постишева під час жовтневої демонстрації)

Літературна премія імені Остапа Вишні (Літературна премія Національної спілки письменників України імені Остапа Вишні) — премія за гумористичні та сатиричні прозові твори

## Заснування премії
Премія заснована Національною спілкою письменників України в 1983 році. її присуджують за гумористичні та сатиричні прозові твори.

## Вимоги до номінантів
Учасники конкурсу мають бути членами Національної Спілки Письменників України.
Вік учасників — необмежений.
Термін подачі матеріалів(книги) — до 1 жовтня.
Для участі в конкурсі на одержання премії необхідно представити книгу в 3-х екземплярах та подання від НСПУ з печаткою (або подання від редакції чи громадської організації). Книга має бути видана в рік присудження або на рік раніше.

## Присудження та вручення премії
Присудження і вручення премії — в листопаді (до дня народження Остапа Вишні).
Лауреатам вручають в урочистій обстановці диплом і грошову винагороду (гривнева відповідність $200).

## Лауреати минулих років
- 1983: Чорногуз Олег Федорович
- 1984: Ковінька Олександр Іванович
- 1985: Дудар Євген Михайлович
- 1986: Сочивець Іван Йосипович
- 1987: Жолдак Олесь Іванович
- 1988: Глазовий Павло Прокопович
- 1989: Крижанівський Андрій Степанович
- 1990: Чемерис Валентин Лукич
- 1991: Молякевич Дмитро Панасович
- 1992: Юхимович Василь Лукич
- 1993: не присуджували
- 1994: Трипачук Валерій Михайлович, Ендеберя Віктор Тихонович
- 1995: Лагоза Ігор Вікторович, Прудник Михайло Васильович
- 1996: не присуджувалася
- 1997: Сом Микола Данилович
- 1998: не присуджували
- 1999: Ребро Петро
- 2000: Прокопенко Юрій Тимофійович — за гумористичні та сатиричні твори, опубліковані в пресі останніх двох років
- 2001: не присуджували
- 2002: Дідула Роман Теодорович — за роман «Крутий час» та фейлетони й гуморески останніх років
- 2003: Возіянов Микола Кирилович, Поліщук Борис Миколайович
- 2004: Білокопитов Микола Григорович — за книгу гумору та сатири «Без паніки!»
- 2005: Колодійчук Євген Сергійович — за книги гумору та сатири «Бульдог на курорті», «Куплю президента»
- 2006: Субота Володимир Якович, Береза Юрій Павлович
- 2007: Щегельський Павло Григорович, Ющенко Олекса Якович
- 2008: Погрібний Віктор Олексійович
- 2009: Василь Довжик;
- 2010: Босак Микола Володимирович — за роман «Любесенький диктатор»[1]
- 2011: Кущ Павло Вікторович — за книги «Братани по Розуму» та «Нявмуар-р-р-р-ри», Донич Іван за книжку «Горохом по спині»[2];
- 2012: Семеняка Віктор Павлович;
- 2013: Савчук Микола Васильович — за «Український гумористично-сатиричний календар-альманах» (Коломия, «Вік», 2012 рік.).[3]
- 2014: Демченко Валерій Федорович — за книжку «Який час, такі й герої. Сатира і гумор. Вибране»[4]
- 2017: Холошвій Віра Дмитрівна — за книжку «Смішки з чорної лемішки»[5]
- 2018: Дубінін Іван Іванович[6]
- 2019: Музичук Аркадій Степанович — за книгу гумору і сатири у віршах і прозі «Заспіваймо, браття, славень».[7]
- 2020: Ревчун Борис Григорович[8]